# Temne zore
Temne zore je debitantski studijski album Andreja Gučka. Album se je snemal od marca do oktobra 2009 v studiu Zlati zvoki, na Izlakah in v Domu Svobode v Trbovljah, izšel pa je leta 2010 pri založbi Multi Records. 

## Skladbe
Vso glasbo in besedila je napisal Andrej Guček.
| Št.             | Naslov                   | Dolžina |
| --------------- | ------------------------ | ------- |
| 1.              | „Brat‟                   | 3:05    |
| 2.              | „Nevarna razmerja‟       | 5:39    |
| 3.              | „Dež‟                    | 4:46    |
| 4.              | „Mrtvi čoln‟             | 3:49    |
| 5.              | „Jakob‟                  | 3:32    |
| 6.              | „Na vzhodu mrak‟         | 4:13    |
| 7.              | „Žalostne pesmi‟         | 4:23    |
| 8.              | „Žarek v temi‟           | 3:27    |
| 9.              | „V parku kamnitih besed‟ | 3:55    |
| 10.             | „Maestral‟               | 2:46    |
| Skupna dolžina: | Skupna dolžina:          | 39:35   |

## Glasbeniki
- Andrej Guček – vokal, kitara, klavir, orglice